# C'mon C'mon
C'mon C'mon è il quarto album in studio della cantautrice statunitense Sheryl Crow, pubblicato nel 2002.

## Descrizione
Il disco ha confermato il successo internazionale della Crow. Il primo singolo, Soak Up the Sun, è stata una delle maggiori hit della cantante dopo All I Wanna Do. Il secondo singolo, Steve McQueen, ha vinto un Grammy come migliore interpretazione di una cantante rock dell'anno.

## Tracce
Testi e musiche di Sheryl Crow eccetto ove indicato.
1. Steve McQueen – 3:25 (Crow, John Shanks)
2. Soak Up the Sun – 4:52 (Crow, Jeff Trott)
3. You're an Original – 4:18 (Crow, Jeff Trott)
4. Safe and Soul – 4:32
5. C'mon C'mon – 4:45
6. It's So Easy (feat. Gwyneth Paltrow) – 4:18 (Crow, Kathryn Crow)
7. Over You – 4:38
8. Lucky Kid – 4:02 (Crow, Trott)
9. Diamond Road – 4:09 (Crow, Marti Frederiksen)
10. It's Only Love – 5:05
11. Abilene – 4:05 (Crow, Trott)
12. Hole in My Pocket – 4:37 (Crow, Peter Stroud)
13. Weather Channel – 4:40